# قرار مجلس الأمن التابع للأمم المتحدة رقم 1637

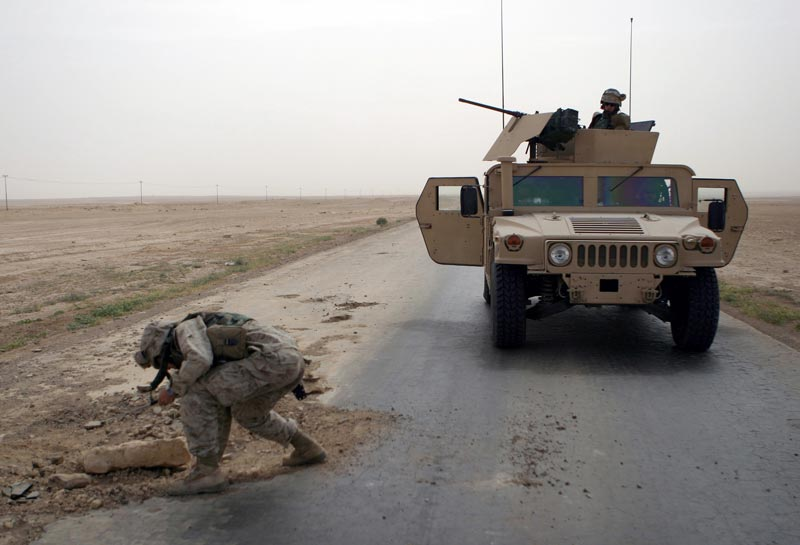

قرار مجلس الأمن التابع للأمم المتحدة رقم 1637، الذي تم تبنيه بالإجماع في 8 نوفمبر 2005، بعد إعادة التأكيد على القرارات السابقة بشأن العراق، مدد المجلس تفويض القوة متعددة جنسيات حتى نهاية عام 2006.
قدم القرار الدنمارك واليابان ورومانيا والمملكة المتحدة والولايات المتحدة.

## القرار

### أعمال
بموجب الفصل السابع من ميثاق الأمم المتحدة، مدد المجلس ولاية القوة متعددة الجنسيات في العراق حتى 31 ديسمبر 2006، على أن تتم مراجعتها بحلول 21 يونيو 2006. يمكن إنهاؤها في أي وقت بطلب من العراق. وفي الوقت نفسه، تم تمديد الترتيبات المتعلقة بإيداع عائدات مبيعات تصدير النفط والمنتجات النفطية والغاز الطبيعي في صندوق التنمية للعراق، ورصدها من قبل المجلس الدولي للمشورة والمراقبة، حتى 31 كانون الأول / ديسمبر 2006.

## روابط خارجية
- نص القرار في undocs.org